# حد إدنجتون

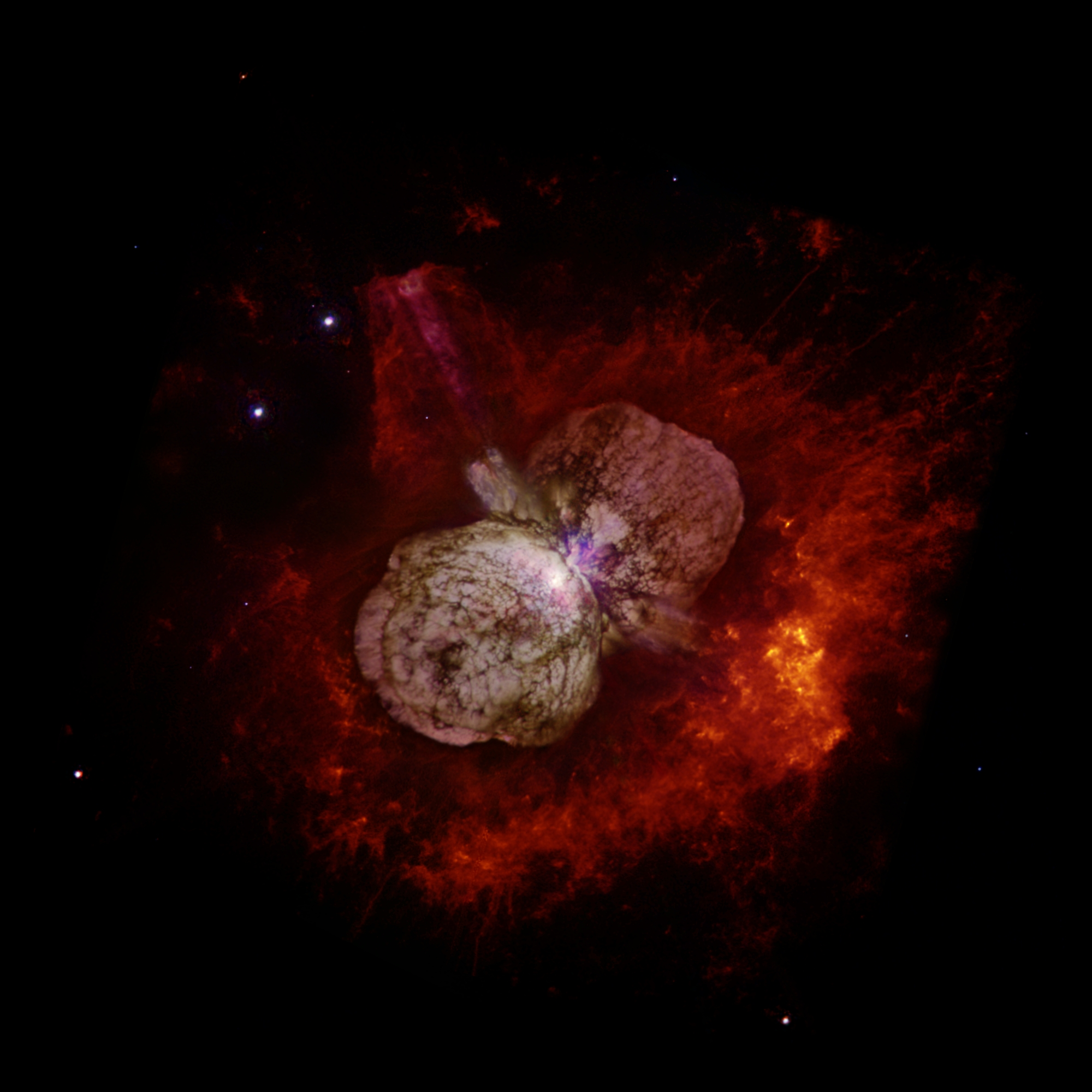

حد إدنجتون أو ضياء إدنجتون في علم الفلك (بالإنجليزية: Eddington limit أو Eddington luminosity) في (نجم) هي النقطة التي عندها تتوازن قوى الجاذبية العاملة من الخارج إلى الداخل مع ضغط الإشعاع العامل من الداخل إلى الخارج، مع اعتبار أن مادة النجم في حالة كرية وينطبق عليها التوازن الهيدروستاتيكي.
وعندما يتعدى ضياء إدنجتون حده يصدر النجم رياح نجمية مستمرة تخرج من طبقاته الخارجية وتنتشر في الفضاء. ونظرا لأن معظم النجوم تصدر ضياء أقل من حد ضياء إدنجتون فيرجع سبب رياحها الخارجة من أسطحها إلى ظاهرة الامتصاص الطيفي لبعض خطوط الطيف وهذه تكون أقل فعالية عن حد ضياء إدنجتون. ويُستعان بحد إدنجتون في تفسير الإشعاع الضوئي المنبعث من الثقوب السوداء التراكمية (وهي تلك التي يحيط بها حزام من الغبار الكوني) مثل أشباه النجوم (أو الكويزار).
مع ملاحظة أن حد إدنجتون هو حد خطي ولا يعتمد على الزمن، أي أن النجم يمكنه أن يتعدى ذلك الحد لوقت قصير بدون أن يتحلل. ومن تلك الظواهر نجد ما نشاهده في الثورات الضوئية ل إيتا القاعدة التي تحدث بين الحين والآخر.
وفي بداية الأمر، اكتفى السير آرثر إدنجتون بأخذ تشتت الإلكترونات فقط في الاعتبار في حساب هذا الحد، وهو ما يعرف حاليًا بحد إدنجتون الكلاسيكي. أما في العصر الراهن، تم التوصل إلى حد إدنجتون مُعدل، حيث تم أخذ آليات إشعاعية أخرى في الاعتبار، مثل التفاعلات بين الجسيمات المقيدة والحرة، والتفاعلات بين الجسيمات الحرة وبعضها (انظر أشعة انكباح).

## المعادلة
يعتمد حد إدنجتون (حد ضياء إدنجتون) على كتلة النجم الذي يجذب إليه مادة حوله تحت فعل الجاذبية:
{\displaystyle L_{Eddington}=33.000{\frac {M}{M_{\odot }}}L_{\odot }}
حيث:
- {\displaystyle L_{Eddington}} النهاية العظمى لشدة الضياء التي يمكن أن تنشأ عن تراكم المادة الخارجية على النجم ,
- {\displaystyle M} كتلة النجم المتماسكة ,
- {\displaystyle M_{\odot }} كتلة شمسية,
- {\displaystyle L_{\odot }} ضياء شمسي.

## تعدية حد ضياء إدنجتون
يعتبر حد إدنجتون محاولة لتفسير فقدان العملاق إيتا القاعدة جزءا من مادته خلال ثوراته التي حدثت في الأعوام
1840–1860.

فإن مقدار ريحه النجمية ومعدل فقده مادة يقدر بنحو
10−4–10−3 كتلة شمسية سنويا في حين أن معدل افتقاده لكتلة تعادل 5و0 كتلة شمسية تلزم لتفسير ثورات إيتا القاعدة.
ونشاهد في الطبيعة ظواهر يُتعدي فيها حد إدنجتون مثل انفجارات أشعة غاما والمستعرات والمستعرات العظمى وتكون مصحوبة بافتقاد كتلة كبيرة.
كذلك نجد ثنائيات أشعة إكس X-ray binaries والمجرات النشطة في إمكانها إصدار ضياء قريب من حد إدنجتون ولمدة طولية.
وبالنسبة إلى أجرام في حالة انكماش وتقلص مثل النجوم النيوترونية والأقزام البيضاء التي لا زالت تنكمش فيكون تأثير حد إدنجتون في وضع قد يعمل فيه على إيقاف سيل المادة المنجذبة.

## الاشتقاق الرياضي
يمكن اشتقاق قيمة هذا الحد رياضيًا عن طريق مساواة مقدار قوة الضغط الإشعاعية المندفعة إلى الخارج، بمقدار قوة الجاذبية التي تشد المادة إلى الداخل. وتأثير كلتا القوتين يضمحل تبعًا لقوانين التربيع العكسي، وبالتالي فإن شدة التيار الهيدروديناميكي يختلف على حسب موقعك من النجم، وذلك في حالة الاتزان.
وسوف نبدأ الاشتقاق من معادلة أويلر في حالة الاتزان الهيدروستاتيكي، حيث متوسط التسارع يساوي صفر:
{\displaystyle {\frac {du}{dt}}=-{\frac {\nabla p}{\rho }}-\nabla \Phi =0}
حيث u هي السرعة، و p هو الضغط، و ρهي الكثافة، و Φهي دالة الوضع الخاصة بقوة الجاذبية (Gravitational potential function). وإذا كانت قوة الضغط الطاغية على النظام هي قوة الضغط الإشعاعي، والتي تقترن بفيض إشعاعي يرمز له بـ F_rad ، فإن:
{\displaystyle -{\frac {\nabla p}{\rho }}={\frac {\kappa }{c}}F_{\rm {rad}}\,.}
حيث κ هي معامل عتامة المادة التي تتكون منها النجوم، ويعرف هذا المقدار بأنه النسبة بين الجزء الذي يمتصه وسط الانتشار من الطاقة الإشعاعية إلى الطاقة الكلية، لكل وحدة كثافة، ولكل وحدة طول. وفي حالة الهيدروجين المتأين، فإنه يعرف بالمعادلة (k= σ_t/m_p) حيث σ_t هي المساحة المقطعية الخاصة بتشتت تومبسون، و m_p هي كتلة البروتون.
لاحظ أن معدل سريان الطاقة الإشعاعية يساوي:
{\displaystyle L=\int _{S}F_{\rm {rad}}\cdot dS=\int _{S}{\frac {c}{\kappa }}\nabla \Phi \cdot dS\,.}
وهو يعرف بأنه معدل سريان الطاقة لكل وحدة مساحة. ويمكن التعبير عن طاقة الإشعاع بدلالة الزخم (E=pc). وبالتالي يمكن التعبير عن معدل انتقال الزخم الإشعاعي إلى الوسط الغازي المحيط لكل وحدة كثافة بـ( κ/c F_rad). وبالتالي فإن المعادلة السابق ذكرها صحيحة.
ومن هذا المنطلق يمكن التعبير عن سطوع مصدر الإشعاع (L) بالمعادلة الآتية:
{\displaystyle L={\frac {c}{\kappa }}\int _{S}\nabla \Phi \cdot dS={\frac {c}{\kappa }}\int _{V}\nabla ^{2}\Phi \,dV={\frac {4\pi Gc}{\kappa }}\int _{V}\rho \,dV={\frac {4\pi GMc}{\kappa }}}
وعلى اعتبار أن المقدار κ ثابت، يمكن إخراجه من التكامل. وباستخدام نظرية جاوس (أو ما يعرف أيضًا بنظرية التباعد «divergence theorem»)، ومعادلة بواسون التفاضلية، نحصل على:
{\displaystyle {\begin{aligned}L_{\rm {Edd}}&={\frac {4\pi GMm_{\rm {p}}c}{\sigma _{\rm {T}}}}\\&\cong 1.26\times 10^{31}\left({\frac {M}{M_{\bigodot }}}\right){\rm {W}}=1.26\times 10^{38}\left({\frac {M}{M_{\bigodot }}}\right){\rm {erg/s}}=3.2\times 10^{4}\left({\frac {M}{M_{\bigodot }}}\right)L_{\bigodot }\end{aligned}}}
حيث M هي كتلة الجسم المركزي (النجم على سبيل المثال). ويعرف هذا المقدار بضياء إدنجتون.
حيث M_⊙ هي كتلة الشمس، و L_⊙ هو مقدار سطوع الشمس.
ويعرف ضياء إدنجتون بأنه القيمة القصوى لمقدار سطوع مصدر إشعاع في حالة اتزان هيدروستاتيكي. وإذا تخطى السطوع حد إدنجتون، فسوف يتسبب الضغط الإشعاعي باندفاع فيض من المادة خارج حيز النجم.
وسبب ظهور كتلة البروتون في هذه المعادلة هو أنه، في طبقات النجوم الخارجية تحت ظروف وعوامل طبيعية، تؤثر قوة الضغط الإشعاعي على الإلكترونات فقط، مما يرغم الإلكترونات على الابتعاد عن مركز النجم. ونظرًا لأن كتلة البروتونات كبيرة جدًا بالمقارنة، فإن تأثير الإشعاع عليها ضئيل ويمكن إهماله، بشكل مشابه تمامًا لتشتت تومبسون. ونتيجة هذا التأثير المتباين هي انفصال الشحنات عن بعضها بشكل طفيف، وذلك بدوره يتسبب في توليد مجال كهربي في اتجاه نصف قطر النجم، وهذا المجال بدوره يتسبب في جذب البروتونات ذات الشحنة الموجبة إلى الخارج. وهي في العادة بروتونات حرة تحت ظروف الغلاف الجوي النجمي المعتاد. وعندما يصبح المجال الكهربي قويًا بما فيه الكفاية لرفع كتلة البروتونات ضد تأثير الجاذبية، يقوم النجم بطرد كلًا من الإلكترونات والبروتونات خارجًا في نفس الوقت.

## اختلاف قيمة الحد مع اختلاف المادة
والاشتقاق الرياضي السابق يفترض وجود بلازما من الهيدروجين فقط. إلا أنه في بعض الحالات الأخرى قد تختلف شروط الاتزان عما هو متوقع لو كان الهيدروجين هو العنصر الوحيد المتواجد.
ففي النجوم اليانعة التي يحتوي غلافها الجوي على الهيليوم النقي فقط، يستلزم وجود مجال كهربي كافٍ لرفع نواة الهيليوم والتي تتكون من بروتونين ونيوترونين (أو ما يعرف كذلك بجسيم ألفا) والتي تحمل أربعة أمثال كتلة البروتون الواحد، وذلك إلى جانب أن تأثير الضغط الإشعاعي يتوزع على إلكترونين في حالة حرة. وبالتالي يتطلب لطرد المادة من الغلاف الجوي الخاص بمثل هذه النجوم ضعف كمية إشعاع إدنجتون العادية.
أما في حالة درجات الحرارة العالية جدًا، مثل تلك التي نرصدها بالقرب من ثقب أسود أو نجم نيوتروني، فإن تفاعل الفوتونات ذات الطاقة العالية (أو ذات أطوال موجية قصيرة جدًا) مع أنوية الذرات أو حتى مع فوتونات أخرى من شأنه خلق بلازما من أزواج الإلكترون-بوزيترون. وفي هذه الحالة تعتبر كتلة زوج الإلكترون-بوزيترون أصغر 918 مرة من كتلة البروتون، بالإضافة إلى أن تأثير الإشعاع على البوزيترون يتسبب في مضاعفة القوة الإشعاعية التي تؤثر على زوج الشحنات لكل وحدة كتلة، مما يعني أن الحد الأقصى للإشعاع سوف ينخفض بمعامل 2x918 تقريبًا.
وتعتمد القيمة الدقيقة الخاصة بهذا الحد على التركيب الكيميائي الخاص بالغلاف الغازي، وعلى توزيع طاقة الانبعاث على طيف الأشعة. حيث أن انتقالات الذرات الخطية بوسعها أن تعزز من تأثير الضغط الإشعاعي، وبالفعل تم رصد بعض النجوم التي تعتمد رياحها على تلك الانتقالات (مثل نجم وولف-رايت، ونجوم من النوع O).

## تخطي سطوع إدنجتون
يلعب حد إدنجتون في الأبحاث الحديثة دور تفسير معدلات فقدان الكتلة المتطرفة، والتي تم رصدها على سبيل المثال في سلسلة من الانفجارات الإشعاعية التي اندلعت في إيتا القاعدة (η Carinae) في الفترة ما بين عام 1840 إلى 1860. يمكن للانتقالات الذرية الخطية أن تتسبب في معدل فقدان كتلة يتراوح مقداره بين 10^-4 إلى 10^-3 فقط من كتلة الشمس كل سنة. أما إيتا القاعدة فهي تفقد كتلتها بمعدل قد يصل إلى نصف كتلة شمس كل سنة. ويمكن تفسير هذا المعدل المتطرف إذا ما أخذنا في الاعتبار طيف الأشعة الناتجة عن تخطي حاجز إدنجتون، والتي قد تتسبب بدورها في انطلاق هذه الرياح.
وتعتبر انفجارات أشعة جاما، والمستعرات، والمستعرات العظمى أمثلة على أنظمة قد يتجاوز سطوعها حد إدنجتون ببضعة أمثال لفترة وجيزة جدًا، وينتج عن ذلك معدلات فقدان كتلة عالية جدًا تستمر لفترة وجيزة أيضًا. وتستطيع كذلك بعض المجرات النشطة وثنائيات الأشعة السينية أن تحافظ على معدل إشعاعي يقترب من حد إدنجتون، وذلك على مدار فترات طويلة جدًا. أما الأنظمة التي تستمد طاقتها من الأقراص التراكمية مثل النجوم النيوترونية والأقزام البيضاء التراكمية، فإن حد إدنجتون قد يتسبب في قطع تدفق المادة عن تلك الأقراص التراكمية، مما يضع حاجزًا أمام زيادة كتلة هذه الأنظمة، وأمام زيادة مقدار الأشعة التراكمية كذلك. ومن أحد النماذج المقترحة التي تفسر وجود مصادر أشعة سينية فائقة السطوع (ULXs) هو أن بعض الثقوب السوداء التراكمية قد تتخطى حد السطوع المفروض عليها.
وفي حالة الثقوب السوداء التراكمية، فإنها تبتلع جزءًا من الطاقة الإشعاعية التي تصدرها الأقراص التراكمية المحيطة بها داخل أفق الحدث. ومثل هذه المصادر الإشعاعية قد لا تحافظ على طاقتها. ومن هنا يظهر مفهوم كفاءة الأقراص التراكمية، والذي يمكن أن يعرف بأنه النسبة بين الطاقة المنبعثة بالفعل إلى الطاقة المتاحة نظريًا، والتي تتولد عن طريق تحول طاقة وضع المادة المتراكمة إلى إشعاع ضوئي، حيث أن الثقوب السوداء قد تبتلع جزءًا من تلك الطاقة داخلها.

## عوامل أخرى
لا يخضع سطوع النجوم صارم إلى حد إدنجتون، حيث أن هذا الحاجز يتجاهل وجود عوامل أخرى مهمة، والدليل على ذلك أنه تم رصد أجسام تتخطى إشعاعها حد إدنجتون، لكنها لا تفقد كتلتها بمعدل سريع كما كان متوقع. ومن بين هذه العوامل التي قد تؤثر في الحد الأقصى لسطوع النجوم هي:
- المسامية: فالمشكلة هنا تكمن في أن كلًا من شدة الإشعاع النجمي وقوة مجال الجاذبية يضمحلان طبقًا لقانون التربيع العكسي. مما يعني أن النسبة بين تأثير كلتا هاتين القوتين ثابتة، مما يعني أن جميع طبقات الغلاف الغازي المحيط بالنجوم التي تتخطى حد إدنجتون سوف تتحرر من تأثير الجاذبية معًا في ذات الوقت. إلا أننا لم نرصد مثل هذا الحدث من قبل. وعليه فمن الجائز أن يكون سبب ذلك هو خاصية المسامية التي قد يتميز بها الغلاف الجوي النجمي، وهي خاصية تدرج تركيز طبقات الغلاف الجوي النجمي، حيث أن الطبقات السفلية تتسم بكثافة عالية بينما تحيط بها طبقات غازية أقل منها في الكثافة. وهذه الخاصية قد تقلل من تأثير الإشعاع على المادة، وبالتالي سوف يظهر تأثير القوة

الإشعاعية فقط على الطبقات الخارجية المتجانسة، والتي تتسم بكثافة منخفضة.
- الاضطراب: ومن بين العوامل المخلة بالاستقرار هو تولد ضغط مضطرب، والذي ينشأ عندما تتسبب الطاقة المتولدة في مناطق الحمل الحراري في توليد مجال اضطراب يتحرك بسرعة أعلى من سرعة الصوت.
- الفقاعات الفوتونية: ومن بين العوامل الأخرى التي قد تفسر وجود نجوم مستقرة على الرغم من تخطيها حاجز إدنجتون هو تأثير الفقاعة الفوتونية. حيث تتولد فقاعات فوتونية في المناطق التي يطغى فيها تأثير الضغط الإشعاعي على الضغط الغازي. ولشرح ذلك التأثير، تخيل منطقة داخل النجم تتميز بكثافة منخفضة عن الوسط المحيط، لكنها تحتوي على ضغط إشعاعي أعلى. وبالتالي فإن هذه المنطقة سوف ترتفع إلى الطبقات الخارجية بسبب كثافتها المنخفضة بينما الإشعاع الخارجي يتسرب إليها من كل مكان، مما يؤدي إلى زيادة الإشعاع داخلها بدرجة أكبر من السابق. ومن شأن هذا التأثير أن يشتت الإشعاع الضوئي بكفاءة أعلى مقارنة بالغلاف الجوي المتجانس. وفي بعض الأقراص التراكمية، قد يتخطى الإشعاع حد إدنجتون بمعامل قد يصل إلى 10-100 أمثال، وذلك دون زعزة استقرار هذه الأنظمة الكونية.[6]

## حد هامفريز-دافيدسن
وقد توصلت الأبحاث والأرصاد إلى أن سطوع النجوم العملاقة مقيد بحد أقصى صريح لا جدال فيه، وأطلق عليه حد هامفريز-دافيدسن، تيمنا باسم الباحثين الذين كتبا عنه أوراقًا بحثية لأول مرة. ويستثنى من ذلك بعض الأجسام غير المستقرة، والتي تتخطى ذلك الحد لفترة مؤقتة. وجميع المحاولات في التوفيق بين كلًا من هذين الحدين باءت بالفشل.